# Arrius Alphius

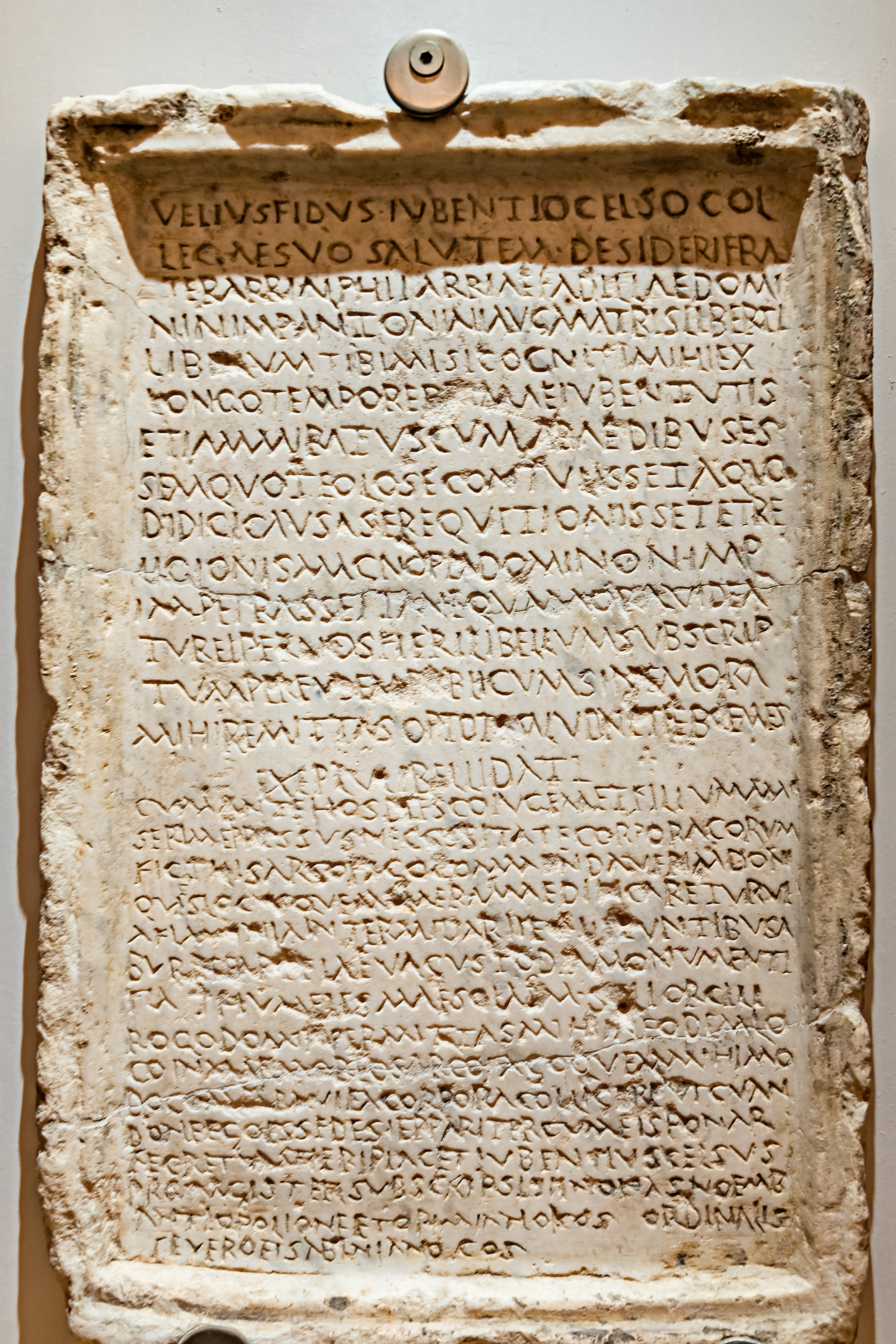
Eine Abschrift der Petition (libellus) des kaiserlichen Freigelassenen Arrius Alphius aus dem Jahr 155 (CIL 06, 2120)

Arrius Alphius lebte im 2. Jahrhundert und war ein Freigelassener (libertus) der Arria Fadilla, der Mutter des Kaisers Antoninus Pius. Im Jahr 155 ersuchte der Mann durch eine Eingabe (libellus) bei der zuständigen Priesterschaft (collegium pontificium) um die Erlaubnis, die Gebeine seiner Frau und die seines Sohnes aus einem Tonsarkophag, der nur als Provisorium diente, in einen fertiggestellten Marmorsarkophag, der in einem Mausoleum an der Via Flaminia aufgestellt war, umbetten zu dürfen. Die Einholung der Zustimmung war nach geltendem Recht notwendig, da für die Umbettung die Verstorbenen berührt werden mussten.
Die Petition übergab er dem ihm persönlich bekannten Decimus Velius Fidus, einem Pontifex von senatorischem Rang. Dieser verfasste zu Gunsten des Arrius Alphius ein ausführliches Begleitschreiben und stellte das Dokument zusammen mit der Eingabe dem zuständigen Promagister der Pontifices, Publius Iuventius Celsus, mit der Bitte um Genehmigung zu. Dem Ansinnen wurde stattgegeben und mit einem entsprechenden kurzen Randvermerk auf dem Antrag dokumentiert (subscriptio).
Neben dem Aushang des genehmigten Gesuchs in einem öffentlichen Gebäude – hier vermutlich in der Vorhalle (porticus) des Apollotempels in Rom – ließ Arrius Alphius eine Abschrift der erfolgreichen Petition, zusammen mit dem Begleitschreiben seines Fürsprechers, auf einer Steintafel anfertigen.
Die Tafel wird in der modernen Forschung als sehr bedeutend eingeordnet, da die Inschrift ein selten vorhandenes Zeugnis eines erlassenen Rechtsaktes (decretum) an eine Einzelperson darstellt, der von einem bevollmächtigten Amtsträger der kaiserlichen Administration beschieden wurde.